# Малое Пальцино (Ульяновская область)
Малое Пальцино — исчезнувшая деревня Чердаклинского района Ульяновской области РСФСР, существовавшая до 1955 года. Затоплена Куйбышевским водохранилищем. С 2004 года на территории Заволжского района Ульяновского городского округа.

## География
Деревня располагалась на левом берегу реки Волга, напротив острова, образованного основным руслом и протокой Воложка, между селениями Большое Пальцино и Сосновка, в 12 км севернее Ульяновска и в 7 км от Заволжского района Ульяновска.

## Топоним
Название Пальцино (Палицино), возможно происходит:
1-й вариант — от слова «палица» — деревянное холодное оружие, похожее на дубину;
2-й вариант — стрельцы, прибывшие основывать новое поселение, как опорный форпост, были из д. Пальцино Нижегородской губернии или из д. Пальцино Ярославской губернии или из д. Пальцина Тверской губернии (ныне не существует);
3-й вариант — как имение дворянского рода Палицыны: кравчего Приказа Казанского Дворца князя Палицина Бориса Алексеевича или первого Предводителя дворянства Казанского наместничества (в то время входивший в него, как Синбирский уезд) — Пальцина Михаила Ивановича.
Для отличие от соседней более населённой Большое Пальцино названо «Малое».

## История
К 1860-х годам, деревне Пальцино некуда было расширяться, с севера находились заливные луга, с запада — протока Воложка (Пальцинская воложка), а с юга — гора с сосновым бором, княгиней Клавдии Николаевной Чегодаевой и помещиком Николаем Фёдоровичем Топорниным, поэтому было принято решение на месте хутора княгини создать ещё одну деревню — Малое Пальцино.
Поначалу, официально, деревни называли № 1-я и № 2-я Пальцина, но затем, в 1890 году, деревни получили официальное название: № 1-я стала называться Малое Пальцино, а № 2-я — Большое Пальцино. В метрических книгах, с образованием Малого и Большого Пальцина, всё равно писали или «деревня Пальциной», или «деревня Пальцина», в зависимости кто был хозяин имения.
В 1892 году 17 губерний Российской империи охватил голод (1891—1892), вызванный засухой и, как следствие болезни — холера и тиф, которые затронули Малое и Большое Пальцино.
На 1900 и 1910 годах в обоих деревнях есть ветряные мельницы.
С установлением Советской власти прошла Коллективизация. В 1930-х годах образован колхоз «Приволжский», в который вошли: Малое и Большое Пальцино, Алексеевка, Сосновка.
В 1938 году, близ сёл Б. и М. Пальцино была проведена разведка профессором А. П. Смирновым, которым были открыты два болгарских селища, из которых одно содержало также комплекс предболгарской эпохи, а другое — погребения срубной культуры бронзового века. Эти памятники были исследованы с помощью раскопок в 1954 году Куйбышевской экспедицией Института археологии АН СССР. А ещё ранее в 1896 году в районе деревень М. и Б. Пальцино проводил свои археологические раскопки археолог Поливанов Владимир Николаевич, названный «Пальцинским городищем».
Многие жители Малого и Большого Пальцина ушли добровольцами на фронт Великой Отечественной войны и не вернулись.
В начале 1950-х годах в районе Малого Пальцина археологами было найдено древнее поселение названное «Мало-Пальцинское селище».
С 1953 года жители деревень стали переселяться, рабочие Машзавода имени Володарского на Верхнюю Террасу, а колхозники — в новообразованные сёла: Архангельское, Юрьевку, новую Алексеевку и Рыбацкий.
В 1955 году затоплена Куйбышевским водохранилищем, а на месте холма с сосновым бором — начала Большого Пальцина, образовался остров названный «Пальцинским».

### Административно-территориальная принадлежность
С 1860 года в составе Архангельской волости Ставропольского уезда Самарской губернии. Имение дв. М. А. Топорниной. Есть ветряная мельница. Прихожане деревень М. и Б. Пальцина, Алексеевских выселок (Алексеевка) относились к приходу церкви Святой Троицы села Сосновка.
С 1919 года, ввиду разукрупнения Ставропольского уезда, вошла в состав новообразованного Мелекесского уезда.
С 25 февраля 1924 года в составе Пальцинского сельсовета Мелекесского уезда Самарской губернии.
6 января 1926 года — в Сосновском сельсовете Мелекесского уезда Ульяновской губернии.
С 14 мая 1928 году — в Сосновском сельсовете Мелекесского района Ульяновского округа Средне-Волжской области.
С 29 октября 1929 года — в Сосновском сельсовете Чердаклинского района Средне-Волжского края, с 30 июля 1930 года — Куйбышевского края и с 1936 года — Куйбышевской области.
С 19 января 1943 года в составе Сосновского сельсовета Чердаклинского района Ульяновской области.

## Население
| Год  | Число дворов | Муж. пола     | Жен. пола  | Общее число |
| ---- | ------------ | ------------- | ---------- | ----------- |
| 1889 | 25           | 51 (рев. душ) | (не указ.) | 205         |
| 1900 | 17           | 52            | 64         | 116         |
| 1910 | 32           | 97            | 115        | 212         |
| 1928 | 39           | 102           | 85         | 187         |
| 1930 | 42           | —             | —          | 204         |